# Збіґнєв Месснер
Збі́ґнєв Сте́фан Ме́сснер (пол. Zbigniew Stefan Messner, МФА: ['zbigńef 'messner], вимоваⓘ; 13 березня 1929, Стрий — 10 січня 2014, Варшава, Польща) — польський державний діяч, прем'єр-міністр Польської Народної Республіки (1985–1988), депутат Сейму Польської Народної Республіки IX каденції, економіст, науковий працівник.

## Життєпис
Збіґнєв Месснер народився 13 березня 1929 року у Стрию (анексована Польщею ЗУНР, за польським адмінустроєм — повітовий центр, Львівське воєводство; нині — райцентр Львівської области).
Він закінчив Вищу школу економіки в Катовицях, у 1961 році отримав докторський ступінь в цьому університеті. У 1977 році він отримав звання професора. З 1968 року проректор, з 1975 по 1982 рік він був ректором цього університету.
Член Польської об'єднаної робітничої партії(ПОРП) з 1981 Політбюро ЦК ПОРП, паралельно секретар ПОРП в Сілезькому воєводстві.
З 1983 року — заступник прем'єр-міністра з економічних питань, 6 листопада 1985 року — після призначення Войцеха Ярузельського на пост голови Держради — призначений прем'єр-міністром. Як економіст він мав справу з введенням жорстких економічних реформ, яка виявилася повним фіаско. Громадськість на референдумі в 1987 році виступила проти запропонованого «радикального економічного відновлення» і відхилила «польську модель глибокої демократизації політичного життя». Після поразки на референдумі 19 вересня 1988 Месснер подав у відставку.
У Політбюро залишився до X пленуму ЦК ПОРП у грудні 1988 року, коли генерал Войцех Ярузельський здійснив його реструктуризацію. З бюро разом з Месснером вийшли, зокрема: Юзеф Барила, Тадеуш Порембський і Зоф'я Стемпень. До рішення ПОРП у січні 1990 року залишався в складі ЦК.
Член Державної ради до її розпуску в 1989 році.
У 1985-1989 роках член Сейму. У червні 1989 року брав участь у виборах до Сейму, але без успіху, після чого повернувся до наукової діяльності.
Автор численних книг і публікацій у галузі економіки, особливо інформаційних технологій в економіці та бухгалтерському обліку.
Після завершення політичної кар'єри був президентом польської Асоціації бухгалтерів і головою екзаменаційної комісії польської Національної Палати аудиторів.
Помер у Варшаві 10 січня 2014 року на 85-му році життя